# Ritterstraße 10 / Ursulinengasse 3a

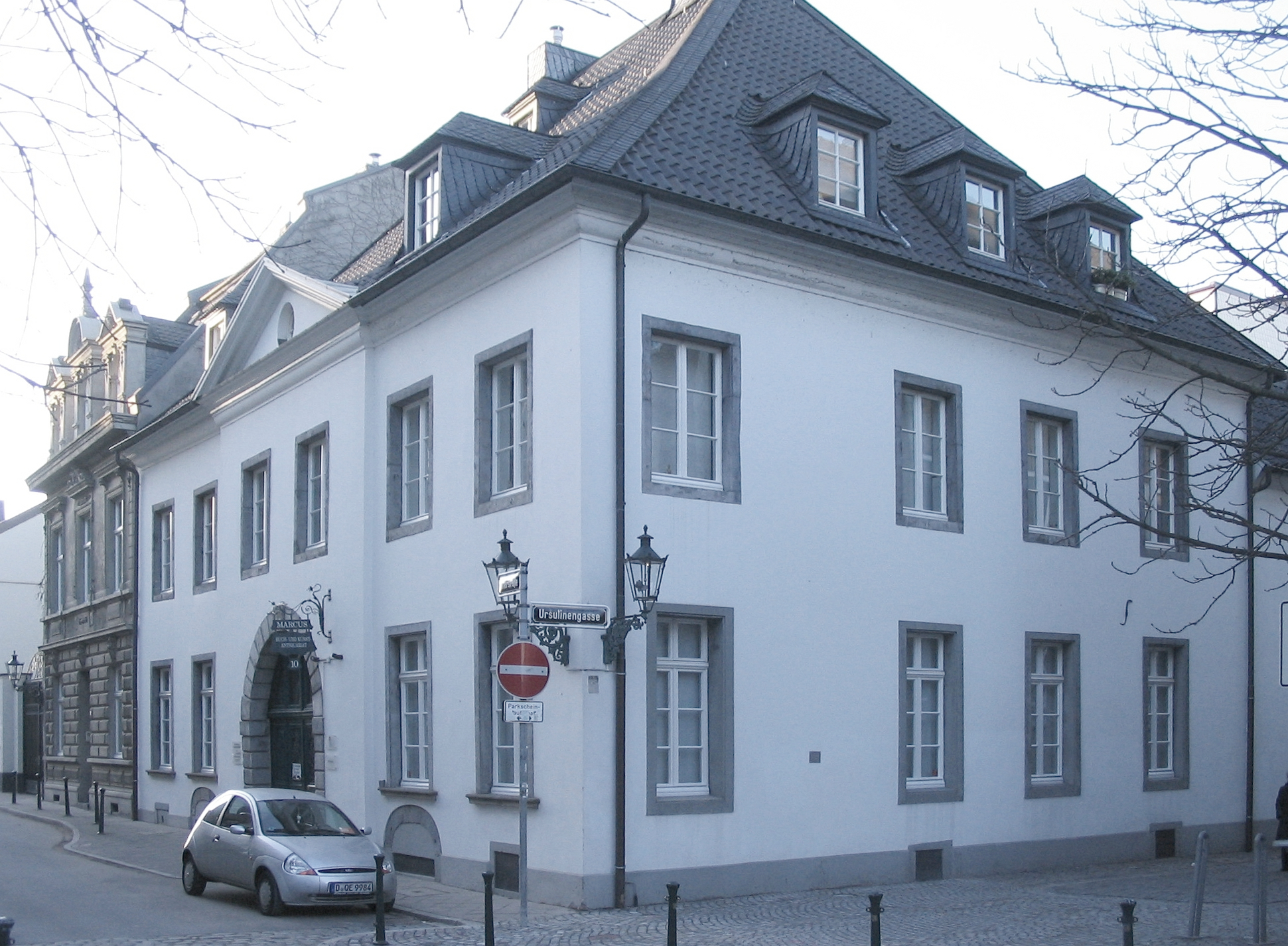
Eckansicht, 2012

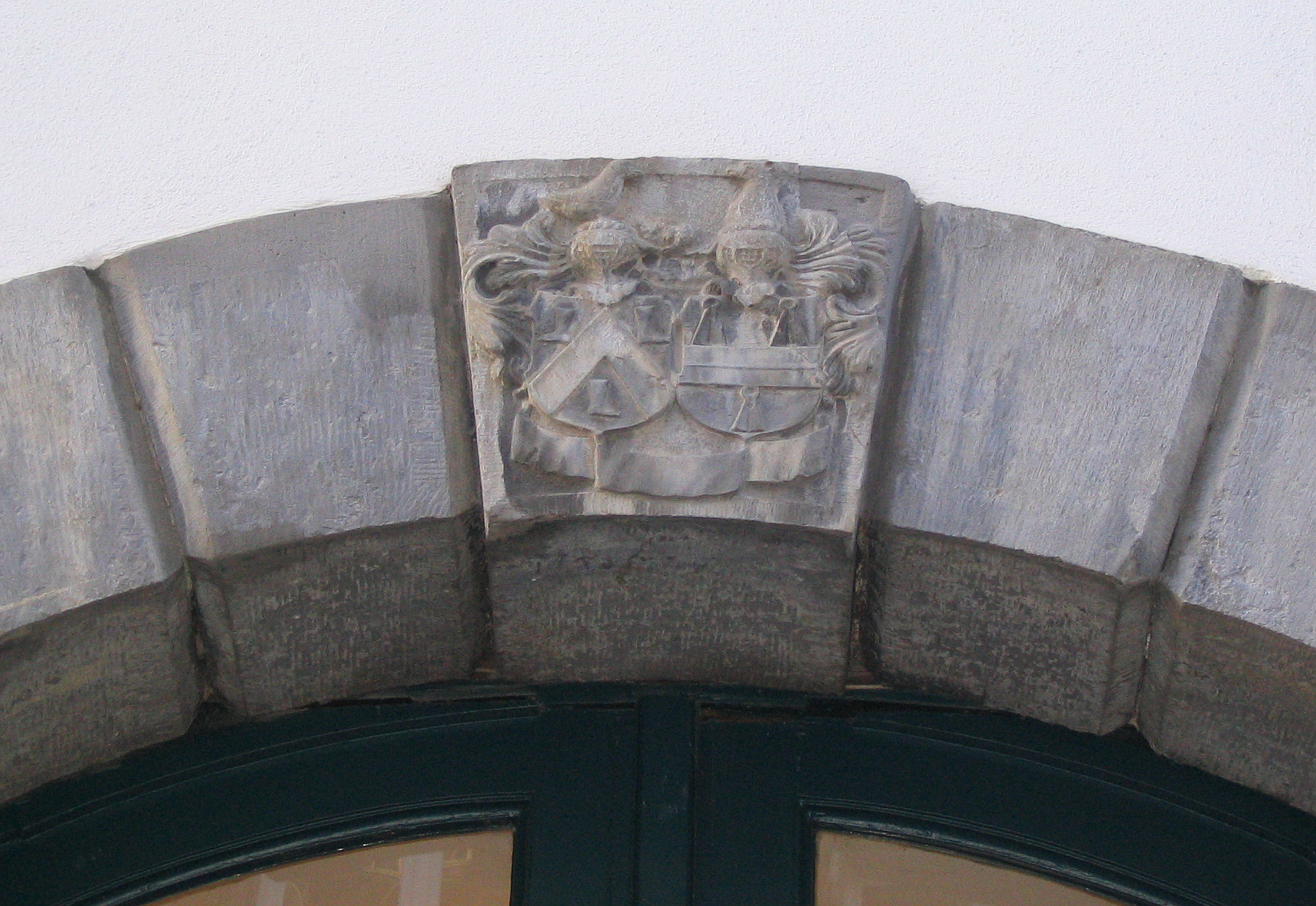
Schlussstein mit dem Allianzwappen an der Straßenseite

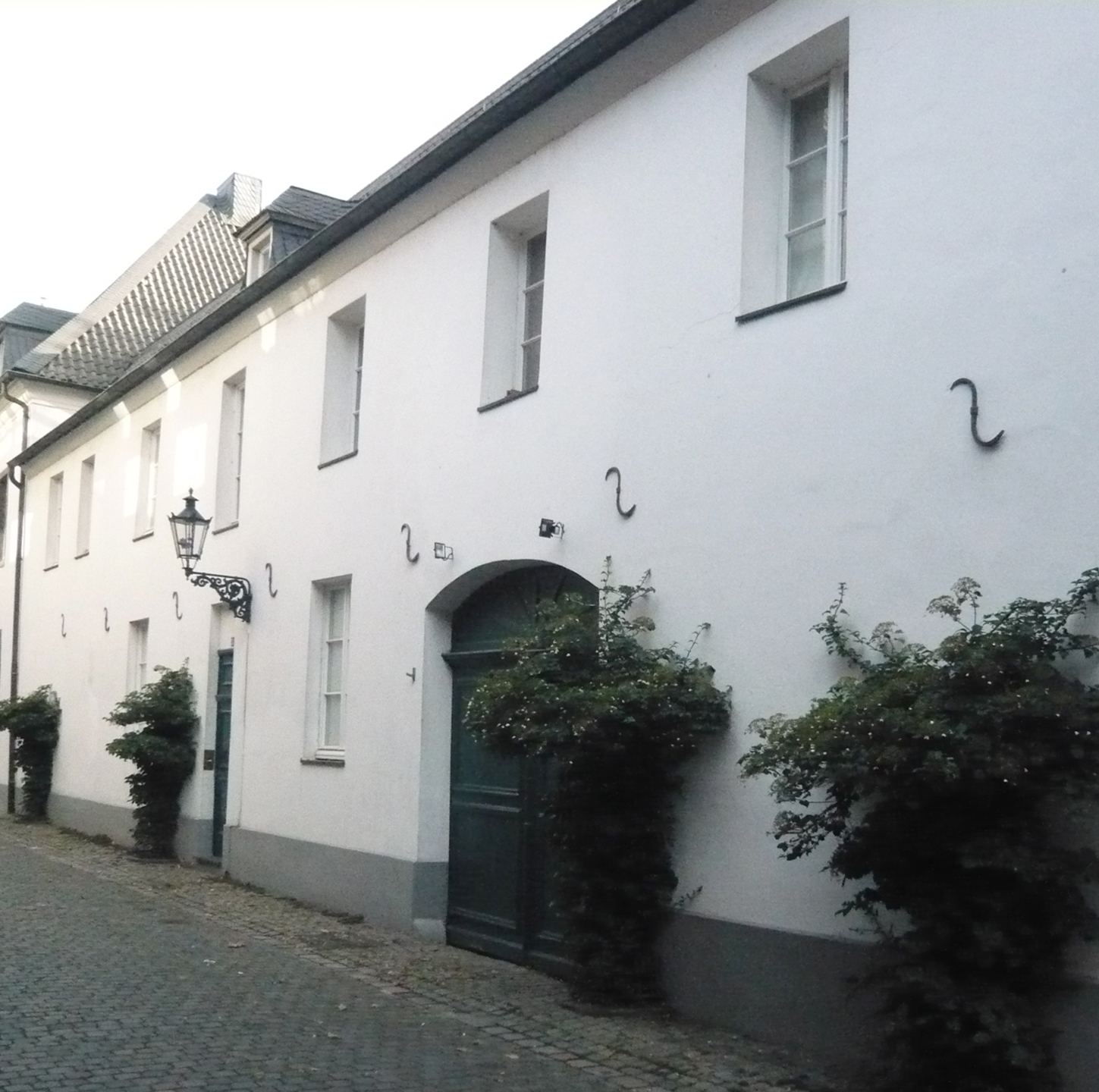
Hinterhaus Ursulinengasse 3a, welches sich an das Eckhaus Ritterstraße 10 anschließt

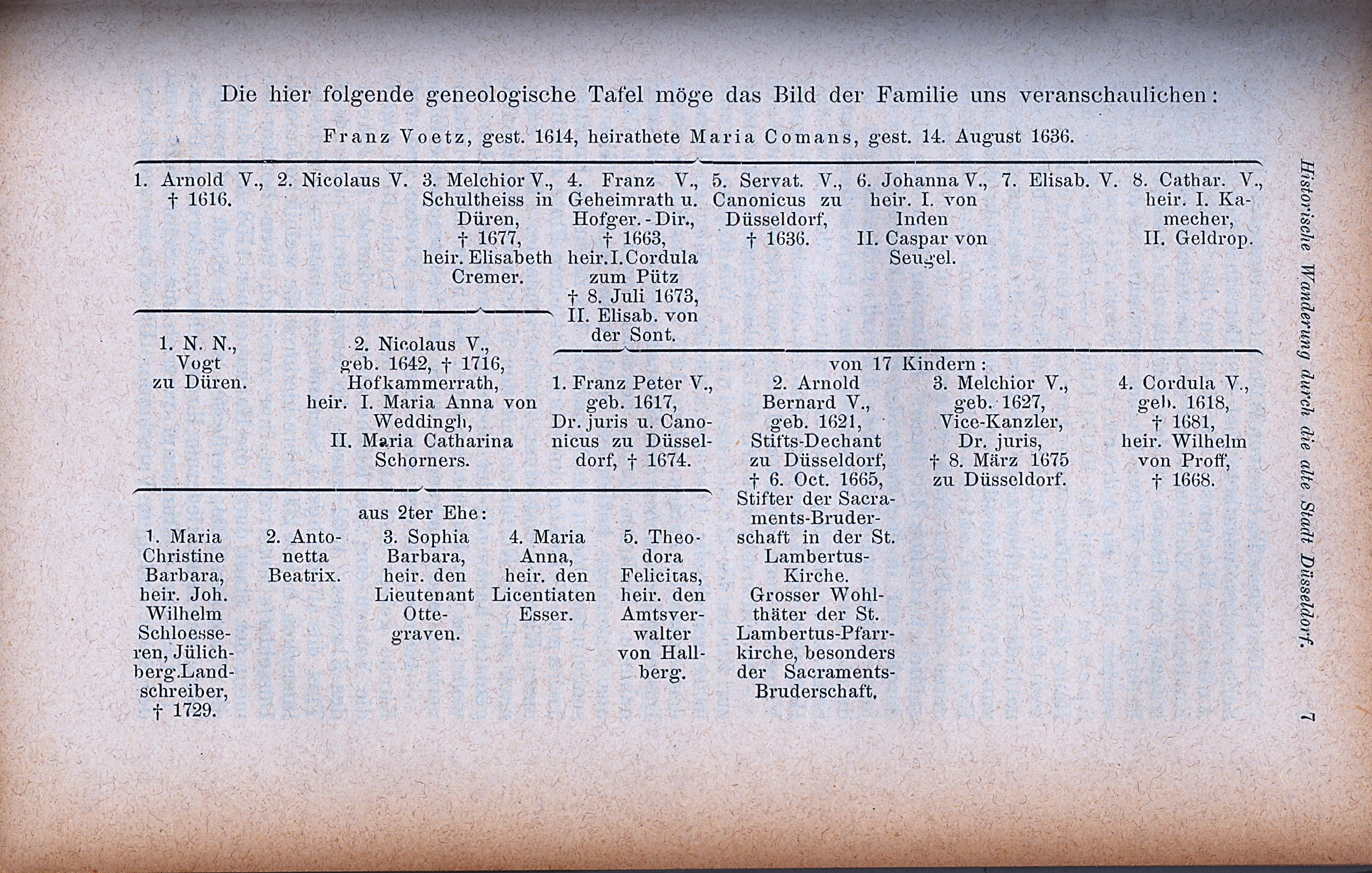
Stammbaum von Franz Voetz

Das Haus Ritterstraße 10 / Ursulinengasse 3a in Düsseldorf wurde um 1675 erbaut. Es ist ein Beispiel für die „Palaisarchitektur der Jan-Wellem-Zeit“ in Düsseldorf.

## Geschichte
In der zweiten Hälfte des 17. Jahrhunderts lag die heutige Ritterstraße im Bereich des Walls der alten Stadtbefestigung und war noch nicht bebaut. Für eine Stadtvergrößerung erlaubte der Vater von Jan Wellem, Kurfürst Philipp Wilhelm, dort Gebäude zu errichten. Als erster erhielt Ende November 1673 sein Leibgarde-Obrist Freiherr von Kolff per Dekret ein Grundstück für den Bau eines Hauses. Freiherr von Kolff übertrug diese Bauerlaubnis im März 1674 an den Regierungsrat Melchior Voetz. Da dieser aber im März 1675 starb, wurde die Bauerlaubnis für die Ritterstraße 10 von seinem Vetter Kammerrat Nicolaus Voetz zum Bau des Gebäudes verwendet.
Späterhin kam das Haus in den Besitz der Familie Ferrier, durch Heirat mit einer geborenen Ferrier wurde es Ende des 19. Jahrhunderts Eigentum des Likörfabrikanten und Weinhändlers Theodor Maas.
Obwohl das Haus sowohl beide Weltkriege unbeschädigt überstehen durfte, verwahrloste es in der Nachkriegszeit immer mehr, bis in den späten 1970ern Teile nicht mehr bewohnbar waren. Die Stadt Düsseldorf begann nach einem Erbbaunehmer zu suchen, der sich des Objektes annehmen und es denkmalgerecht wieder in Stand setzen würde. Es fand sich das renommierte Antiquarenehepaar Hans und Ange Marcus, die sich unter der bauleiterischen Obhut des Architekten Edmund Spohr des Projektes annahmen. Das mit viel Liebe und Sorgfalt restaurierte Haus öffnete 1983 seine Pforten als neuer Hauptsitz des internationalen Buch- und Kunstantiquariats Hans Marcus, komplett mit Galerie und Ausstellungsraum in der ehemaligen Brennereihalle. Es blieb bis zu seiner Schließung 2015 ein beliebter und weit über die Stadtgrenzen hinaus bekannter Anlaufpunkt für Historiker, Kunstliebhaber und Büchersammler.

## Beschreibung
Der Profanbau steht unter Denkmalschutz. Das Wohngebäude ist breit gelagert und zweigeschossig. Das Haus zeigt eine schlichte, verputzte Fassade mit Fenstereinfassungen aus Werkstein. Der Torbogen auf der Hofseite wird durch das Allianzwappen von Nicolaus Voetz und seiner Frau Maria Katharina Schorner im Schlussstein gekrönt. An der Straßenseite befindet sich ebenfalls ein Wappenstein, mit dem Wappen von Voetz und Schorner am Bogenscheitel der rundbogigen Tordurchfahrt. Die Haupttreppe des Vorderhauses stammt aus der Bauzeit und ist original erhalten geblieben. Von 1982 bis 1983 konnten die Dachform und der Giebel des Vorderhauses nach Bauforschung rekonstruiert werden.

Architektur
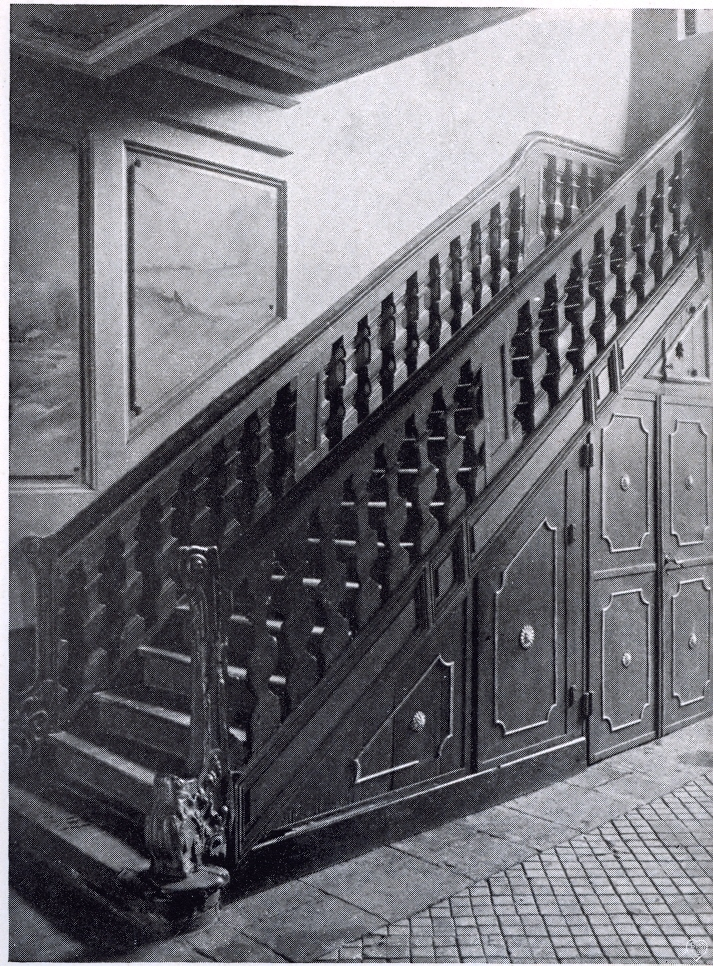
Die Haupttreppe des Vorderhauses stammt aus der Bauzeit und ist original erhalten geblieben.
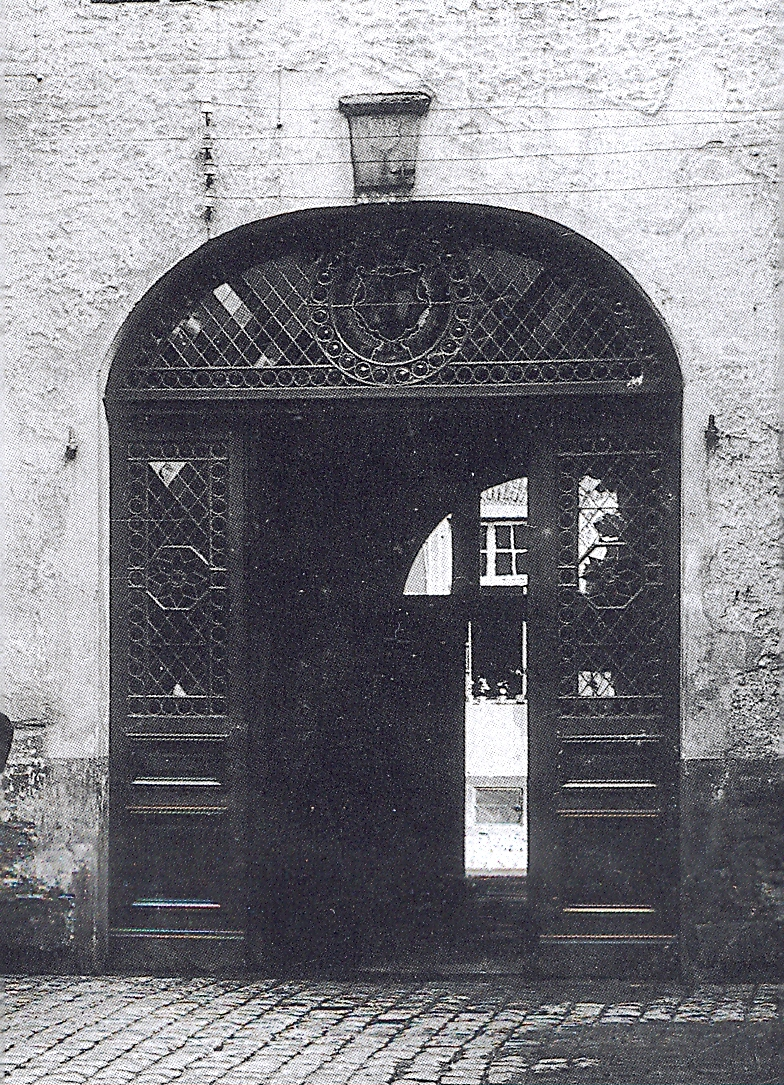
Das Tor auf der Hofseite mit dem Allianzwappen von Nicolaus Voetz und Maria Katharina Schorner
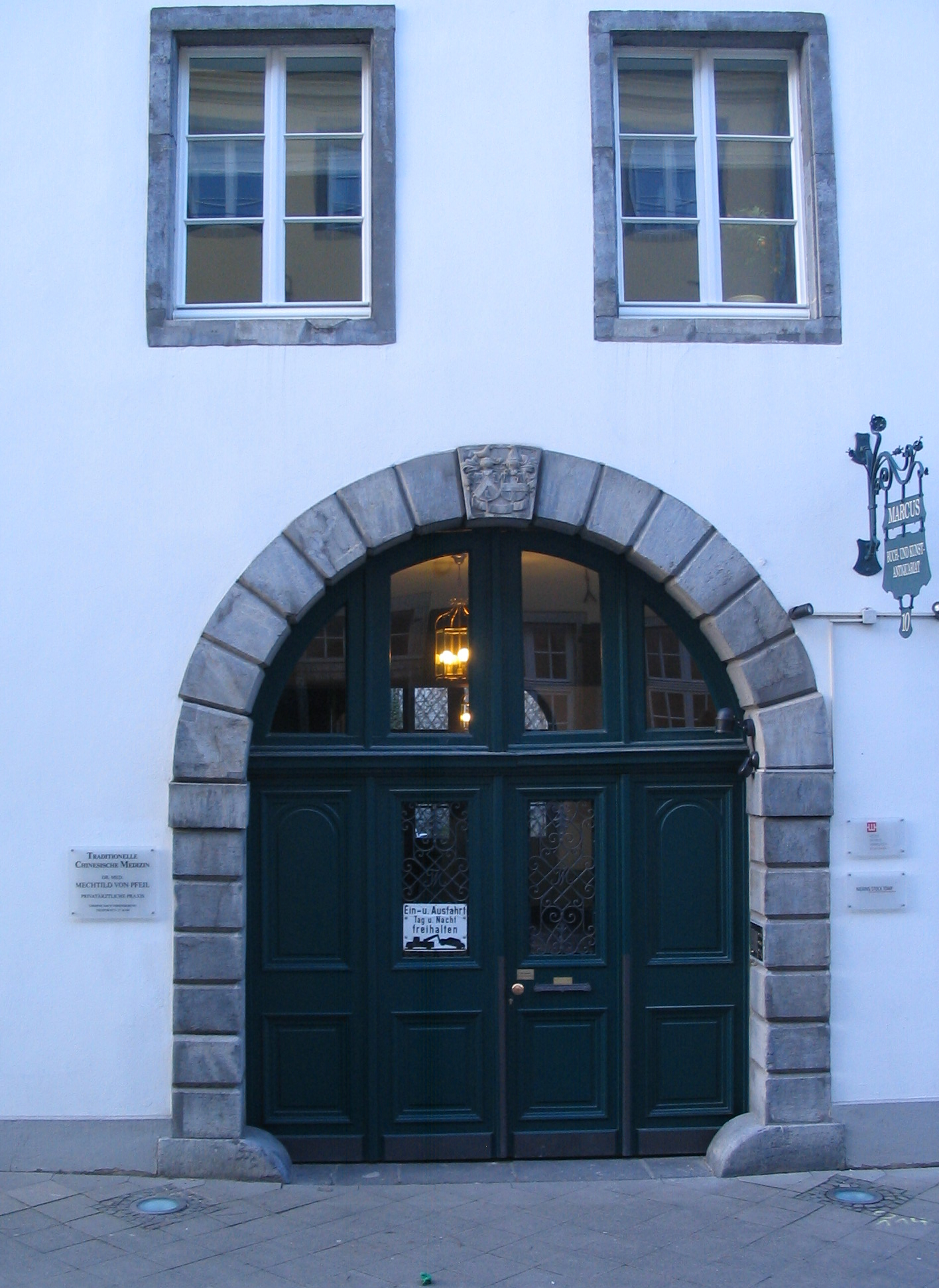
Toreinfahrt von der Straßenseite